# Black Beauty (Lana Del Rey)
„Black Beauty” este un cântec a cântăreței Americane Lana Del Rey de pe al treilea album de studio Ultraviolence (2014). Piesa a fost compusă de către Del Rey și Rick Nowels, și produsă de către Paul Epworth. Este prima piesă bonus de pe album. O versiune demo a cântecului a leak-uit pe internet pe data de 18 iunie 2013. Lansarea Germană a unui extended play cu remix-uri pentru „Black Beauty” de Vertigo Berlin a fost anunțat pentru data de 21 noiembrie 2014.

## Videoclipul
Videoclipul pentru „Black Beauty” a fost să aibă loc la o sedinta foto în 2014 pentru revista franceză Madame Figaro, Del Rey a explicat, în februarie 2014 "Din anumite motive videoclipurile sunt încă cele mai simple lucruri care urmează", "De îndată ce am scris cuvintele unui cântec, pot picta exact cum vreau ca poza să arate." Fiind în 2015, niciun videoclip pentru piesă nu a mai fost lansat.

## Lista pieselor
- Descărcare digitală (The Remix EP)[2]

1. „Black Beauty” (LEEX Tropical Mix) — 5:57
2. „Black Beauty” (Dinnerdate Remix) — 3:08
3. „Black Beauty” (Lakechild Remix) — 3:59

## Clasamente
| Clasament (2014)   | Poziție maximă |
| ------------------ | -------------- |
| Regatul Unit (OCC) | 179            |

## Istoricul lansărilor
| Țară     | Dată              | Format                             | Casă de discuri | Ref.  |
| -------- | ----------------- | ---------------------------------- | --------------- | ----- |
| Austria  | 15 decembrie 2014 | Descărcare digitală (The Remix EP) | Vertigo Berlin  | [ 4 ] |
| Germania | 15 decembrie 2014 | Descărcare digitală (The Remix EP) | Vertigo Berlin  | [ 4 ] |
| Elveția  | 15 decembrie 2014 | Descărcare digitală (The Remix EP) | Vertigo Berlin  | [ 4 ] |